# Acalolepta fulvoscutellata
Acalolepta fulvoscutellata là một loài bọ cánh cứng trong họ Cerambycidae.